# Gola Glava
Gola Glava (en serbe cyrillique : Гола Глава) est un village de Serbie situé sur le territoire de la Ville de Valjevo, district de Kolubara. Au recensement de 2011, il comptait 555 habitants.

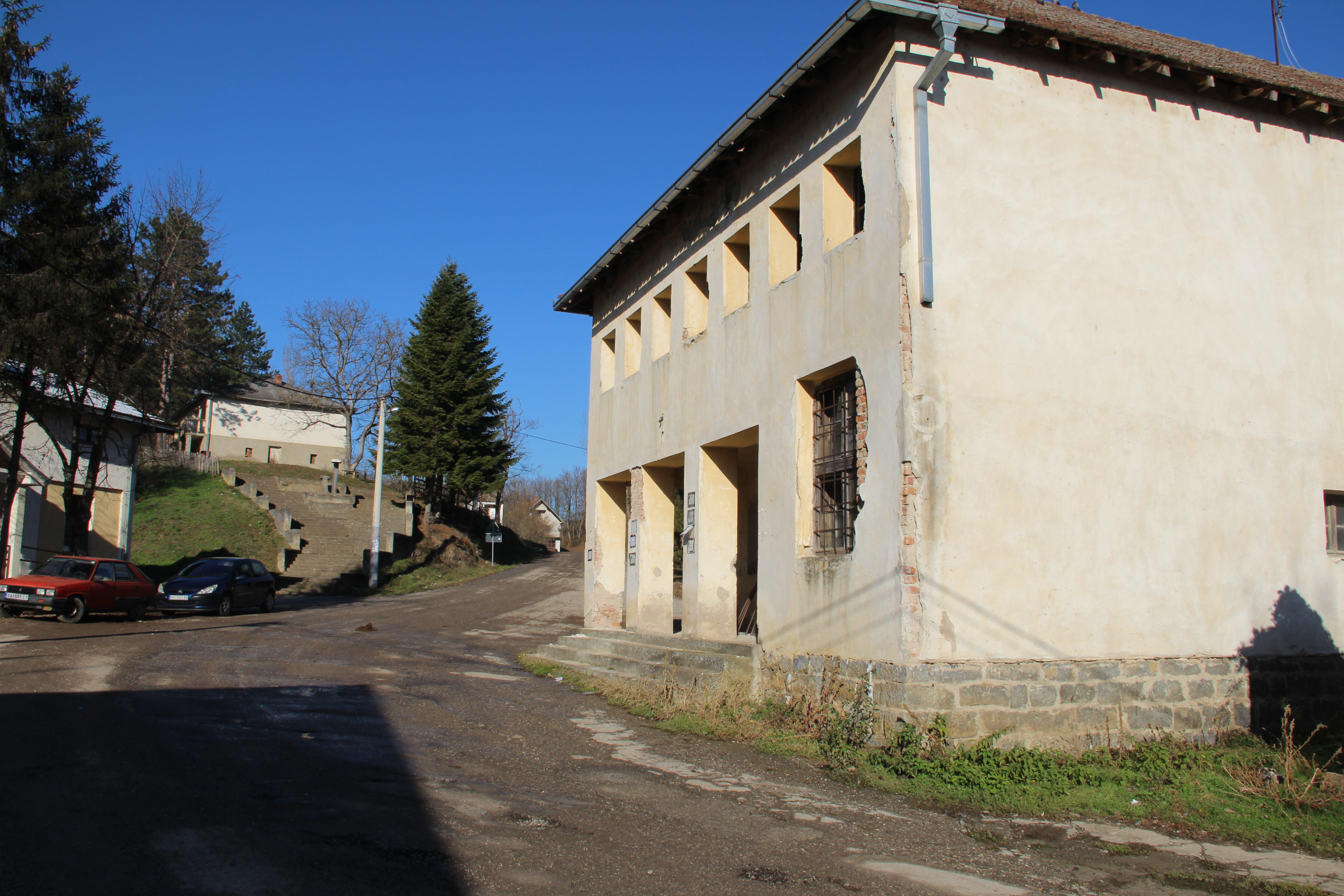
Gola Glava - Panorama
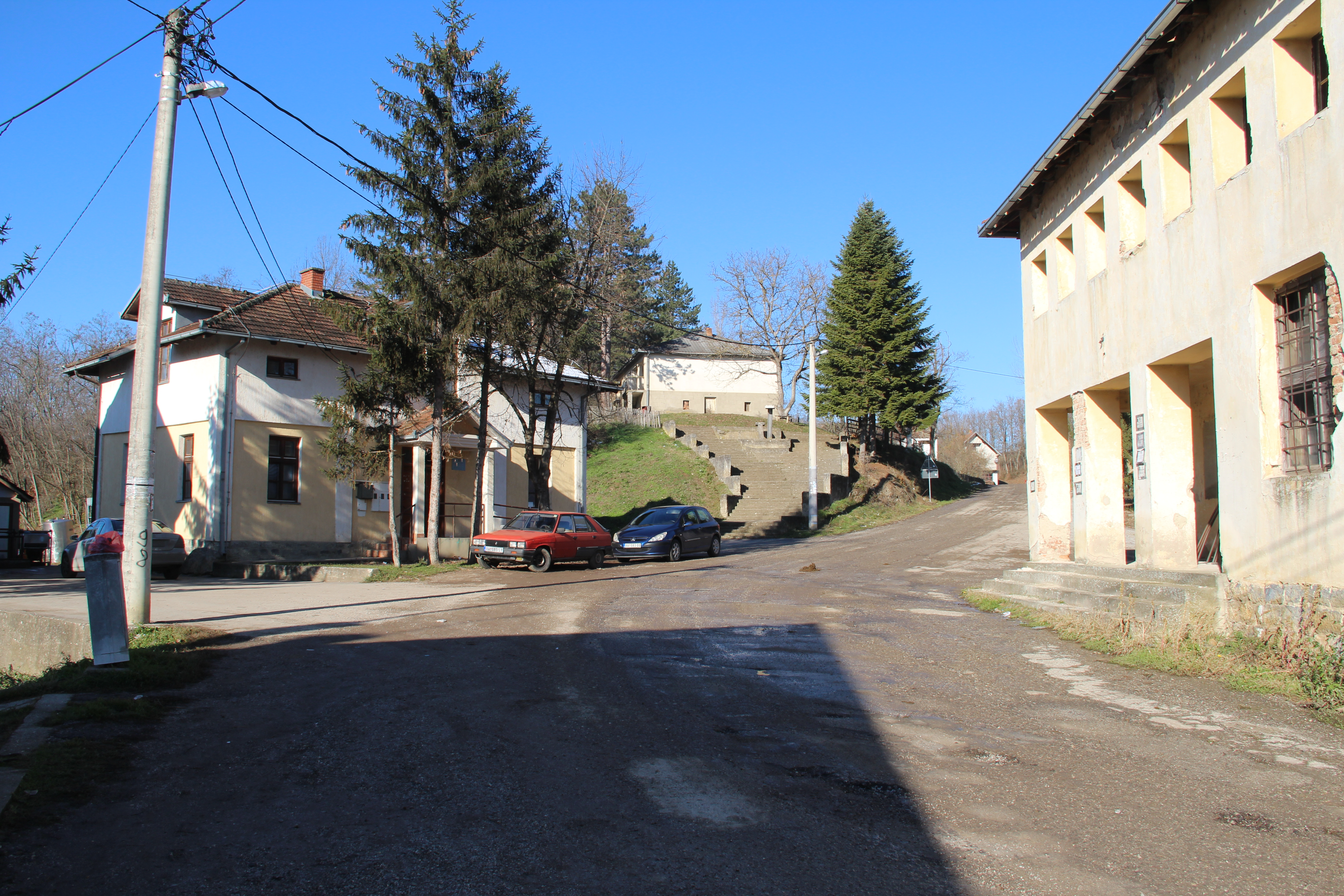
Gola Glava - Panorama
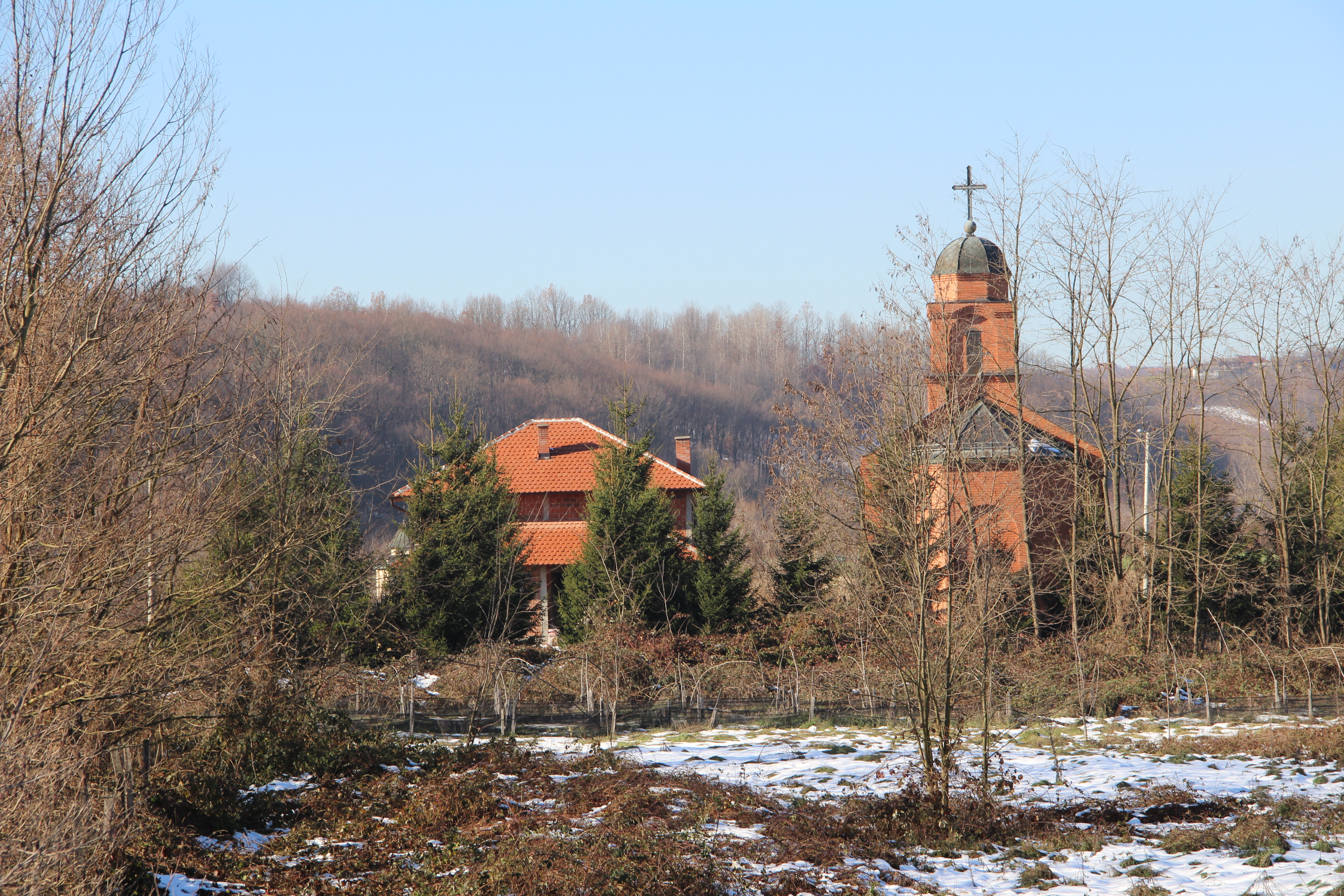
Gola Glava - Église
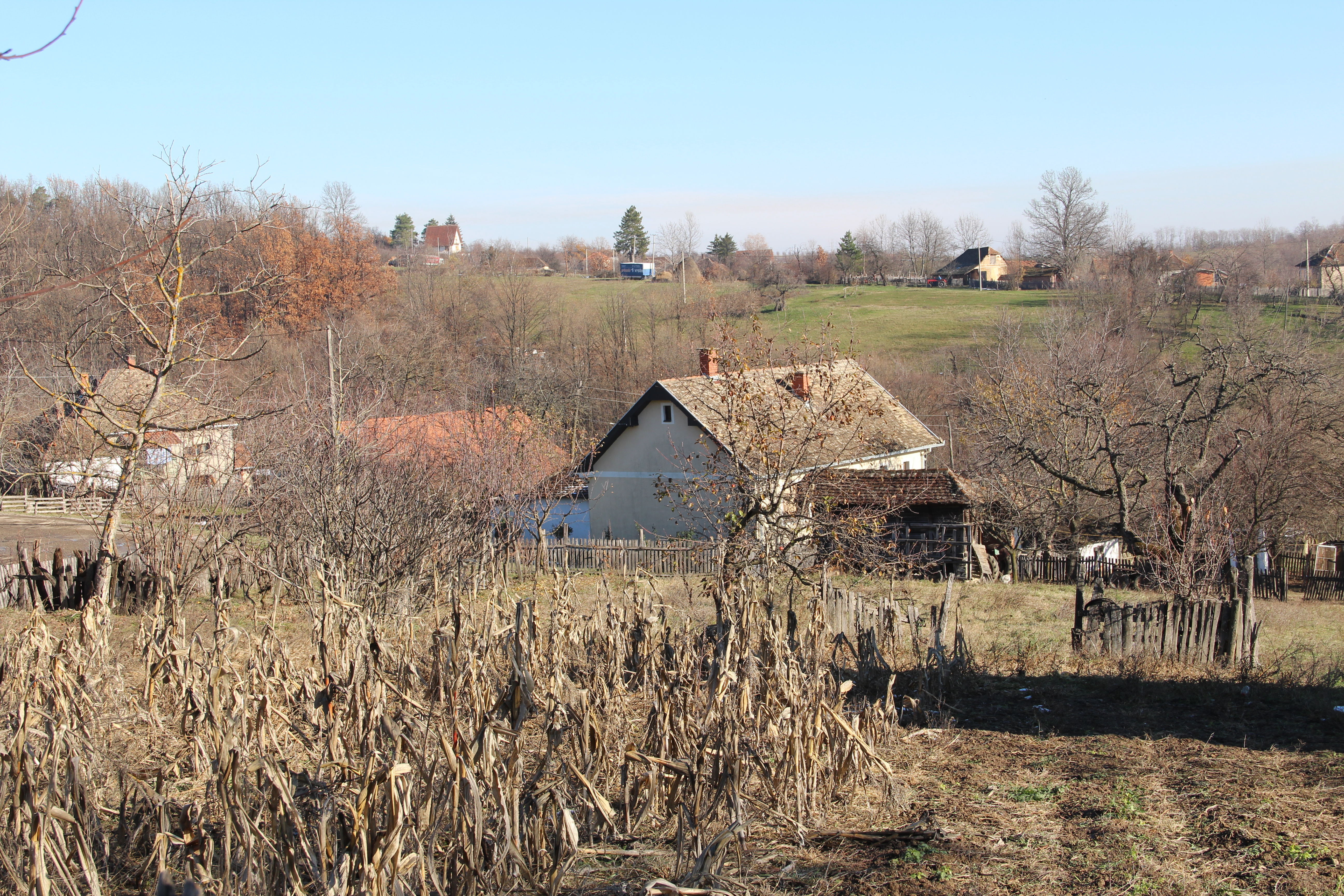
Gola Glava - Panorama
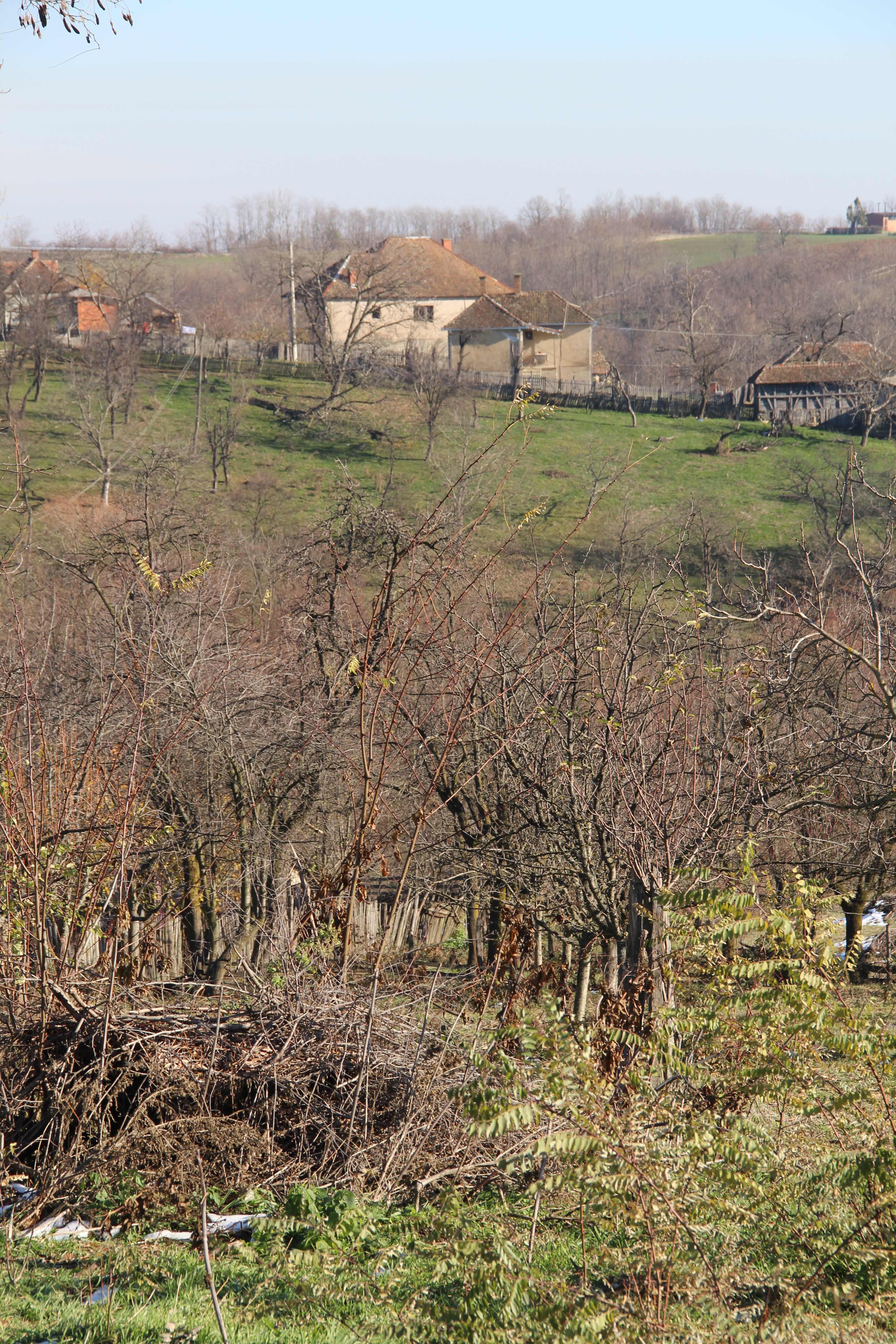
Gola Glava - Panorama
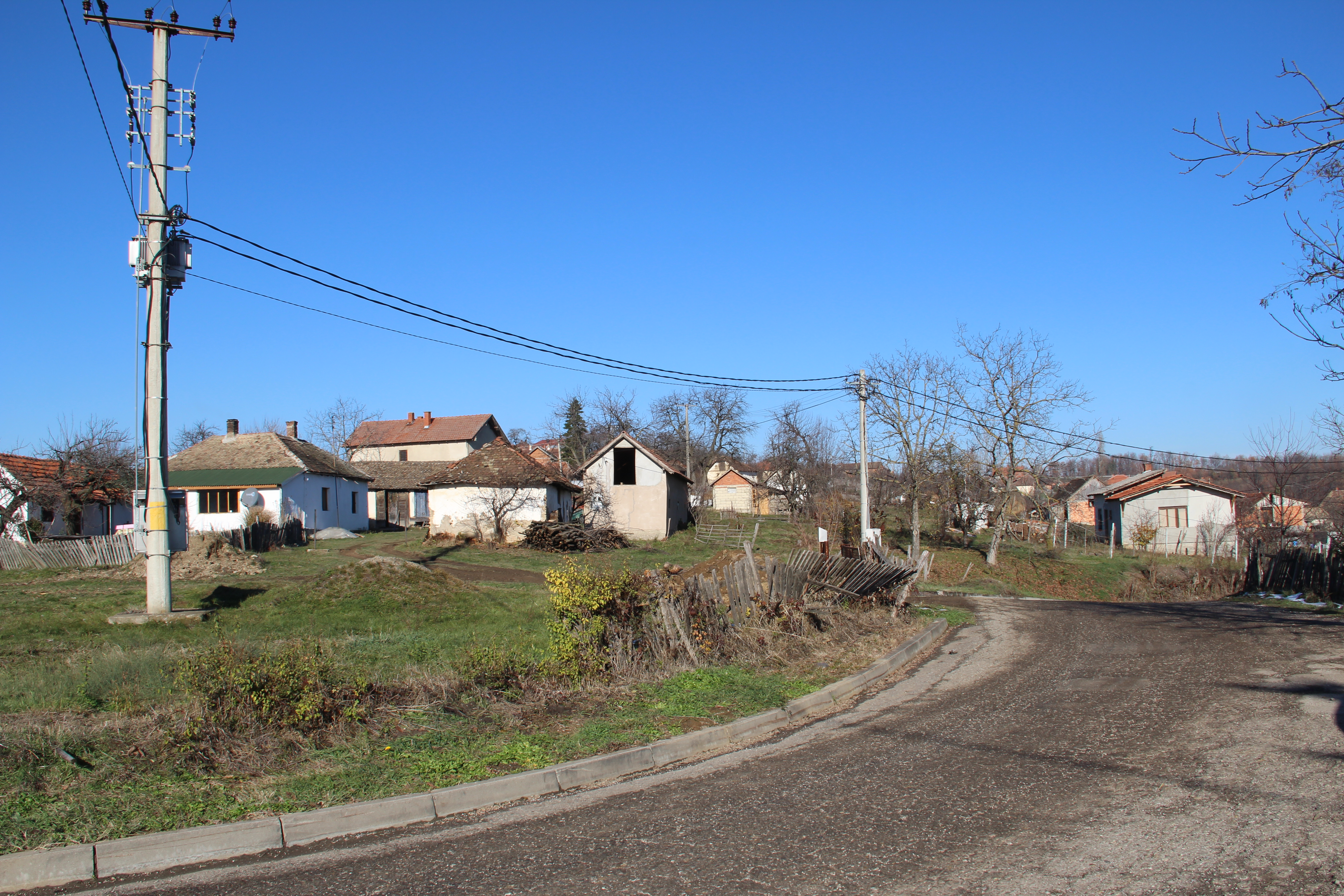
Gola Glava - Panorama
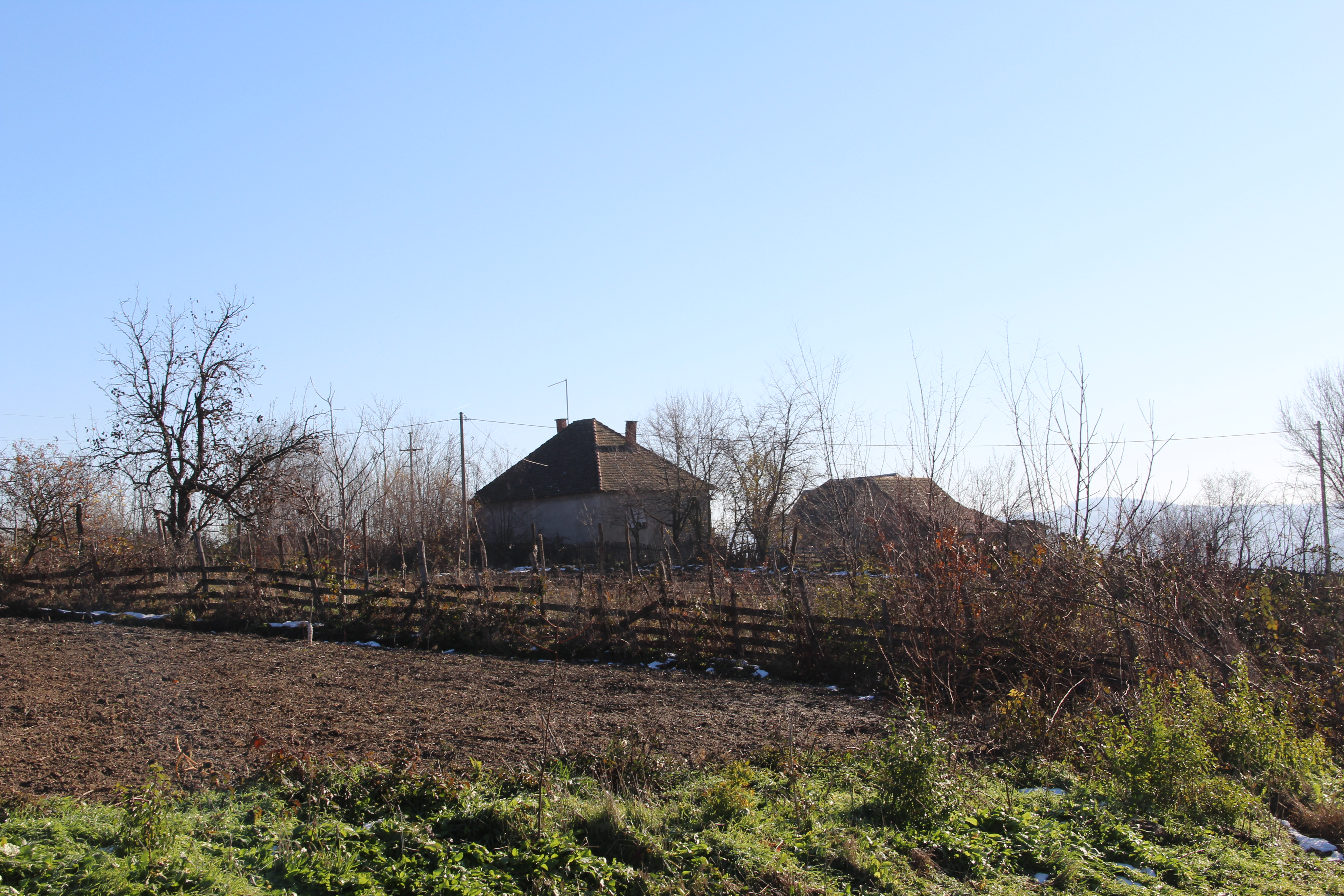
Gola Glava - Panorama

## Démographie
| 1948  | 1953  | 1961  | 1971  | 1981 | 1991 | 2002 | 2011 |
| ----- | ----- | ----- | ----- | ---- | ---- | ---- | ---- |
| 1 290 | 1 283 | 1 231 | 1 029 | 888  | 767  | 793  | 555  |

|  |